# Ascensor Concepción
El ascensor Concepción es el primer y más antiguo de los ascensores que existen en la ciudad de Valparaíso, Chile, a su vez es el segundo funicular más antiguo de Iberoamérica y al mismo tiempo el primero en el Hemisferio sur. Fue inaugurado el 1 de diciembre de 1883, conecta la calle Esmeralda, frente al Reloj Turri en el plan de la ciudad, con el paseo Gervasoni en el cerro Concepción. Fue declarado Monumento Histórico, mediante el Decreto Exento n.º 866, del 1 de septiembre de 1998.

## Historia
En 1882 se constituyó la Compañía de Ascensores Mecánicos de Valparaíso con el fin de construir este nuevo medio de transporte para uso de los residentes del cerro Concepción, que fue inaugurado el 1 de diciembre de 1883 por las autoridades de la ciudad.
El ascensor se componía de dos casetas de madera que funcionaban con contrapeso de agua, gracias al vapor generado por una caldera, y que con los años fue cambiada a propulsión eléctrica. A su vez, las casetas de madera fueron reemplazadas por otras metálicas.
Como una forma de recuperar el patrimonio de Valparaíso, en 2012, el gobierno de Sebastián Piñera adquirió el ascensor Concepción, en conjunto con otros nueve ascensores privados, para pasarlos en comodato al municipio de Valparaíso. Los trabajos para la recuperación del funicular, a cargo del Ministerio de Obras Públicas, comenzaron el 5 de diciembre de 2016 y concluyeron el 3 de abril de 2019.

## Características

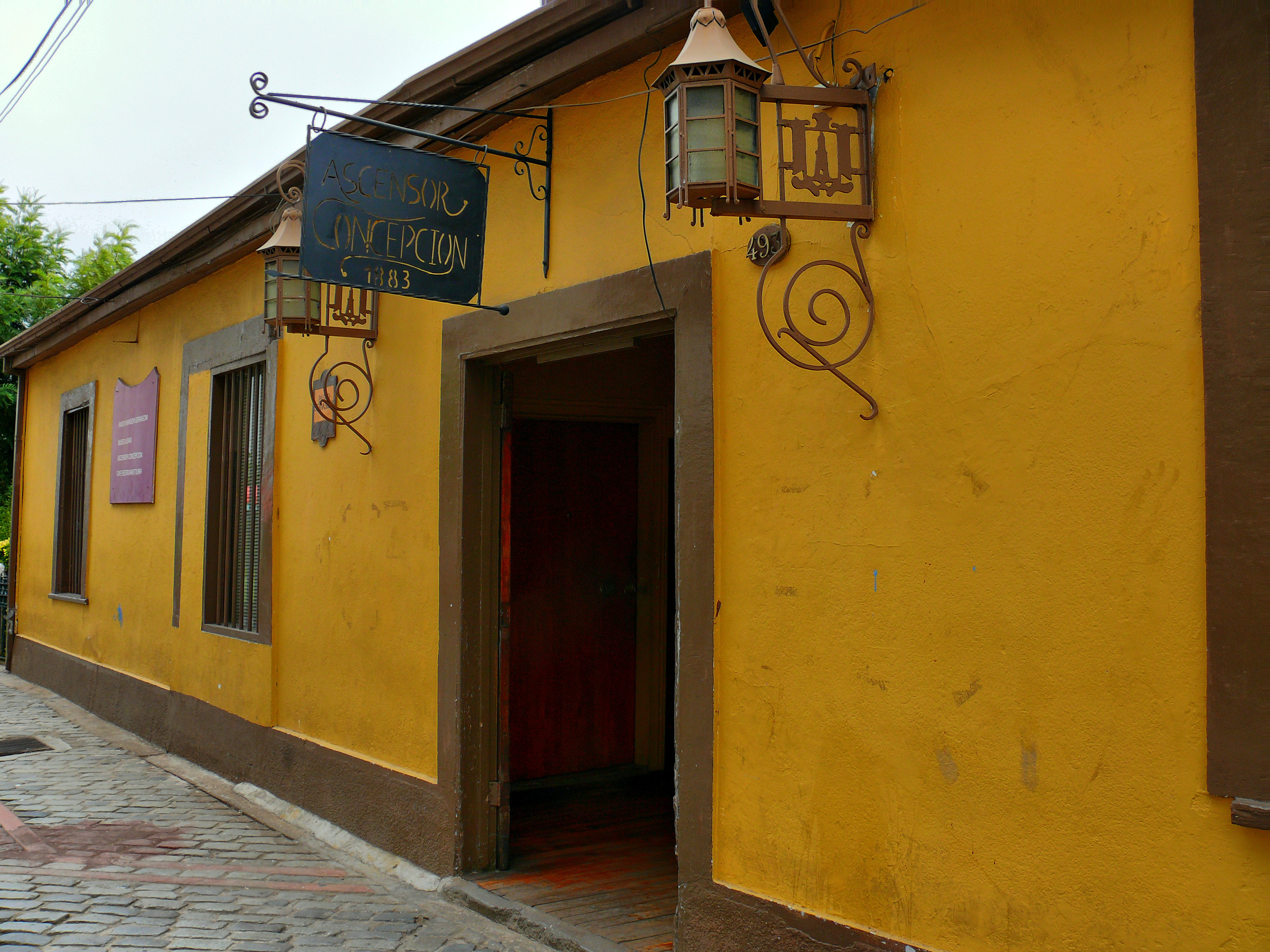
Estación alta del ascensor en el paseo Gervasoni.

Su estación baja se ubica en el pasaje Elías, pequeña abertura entre los edificios frente al Reloj Turri en la calle Prat, y su estación superior se encuentra en el paseo Gervasoni del cerro Concepción.
Su trama vertical tiene un largo total de 69 metros, y llega a una altitud de 47 m s. n. m. Sus rieles están apoyados en la ladera del cerro, y presentan una pendiente de 46 grados, y sus dos casetas presentan una capacidad para 7 personas cada una.